# Вердехо

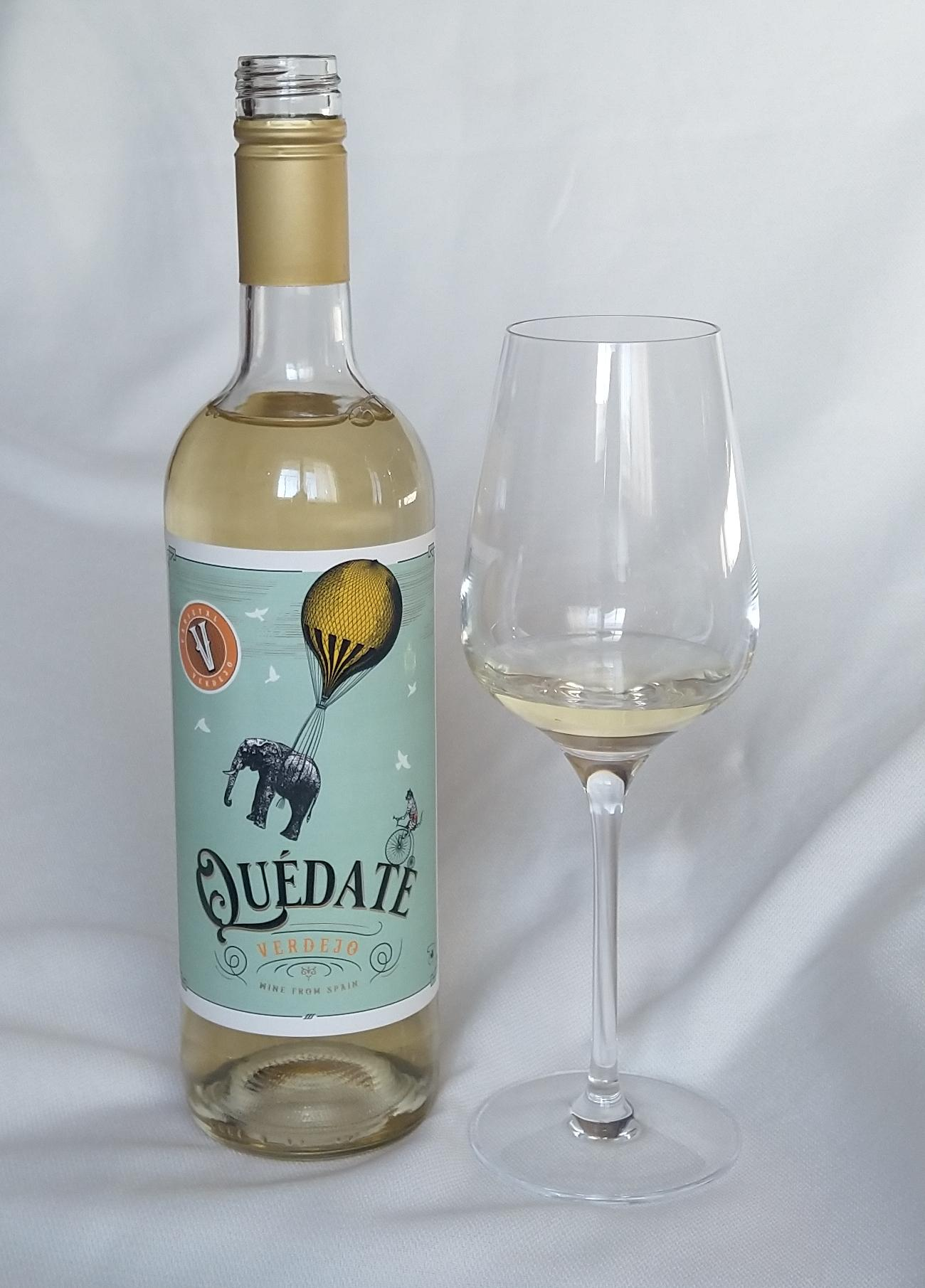
Вино з винограду вердехо

Вердехо («ісп. Verdejo») — іспанський технічний сорт білого винограду.

## Розповсюдження
Вердехо є автохтонним іспанським сортом, найбільш розповсюджений у регіоні Руеда у центральній частині Іспанії (Кастилія-Леон). 

## Характеристики сорту
Найкращі результати сорт демонструє у посушливому кліматі з великим коливанням температур. До родючості ґрунтів сорт невибагливий. Виноградники розташовані на висоті 700-800 м над рівнем моря на кам'янистих ґрунтах з гарною аерацією та дренажем. Врожай збирають у вересні, вночі, при досить низькій температурі 10-15 °C, для запобігання швидкій оксидації соку при високій температурі та під впливом сонячних променів. 

## Характеристики вина
З вердехо виробляють як моносортові, так і купажні вина (зазвичай у поєднанні з Совіньйон Блан та макабео), сухі або ігристі. У ароматі вина присутні трав'янисті, квіткові та фруктові ноти. Вина мають гарну структуру та кислотність, збалансовані на смак з невеликою гірчинкою та гарним посмаком. Потенціал для витримки — середній.